# Peterborough (New Hampshire)
Peterborough is een town in Hillsborough County, New Hampshire, Verenigde Staten. Volgens de census van 2000, heeft de plaats 5883 inwoners en 2346 huishoudens.

## Geboren
- Sam Huntington (1 april 1982), acteur